# 華巒
華鑾（1467年—1490年），字伯瞻，湖廣黃州府蘄州人，軍籍，明朝政治人物。

## 生平
成化二十二年（1486年）丙午科湖廣鄉試第一名。成化二十三年（1487年），聯捷丁未科二甲第四十二名進士。改翰林院庶吉士，弘治二年（1489年）十一月授翰林院编修。卒年二十四。

## 家族
曾祖華敬。祖父華玒，贈刑部主事。父華仲賢，常州知府；母陳氏（贈安人）；繼母潘氏（封安人）。具庆下。弟华岳。